# تسویوشی تاکاشیرو
تسویوشی تاکاشیرو (انگلیسی: Tsuyoshi Takashiro؛ زادهٔ ۱۸ اوت ۱۹۶۴) کارگردان فیلم، نویسنده، و دی‌جی اهل ژاپن است.